# Redmond (Oregon)
Redmond és una població dels Estats Units a l'estat d'Oregon. Segons el cens del 2008 tenia 25.445 habitants.

## Demografia
Segons el cens del 2000, Redmond tenia 13.481 habitants, 5.260 habitatges, i 3.618 famílies. La densitat de població era de 508,3 habitants per km².
Dels 5.260 habitatges en un 38,1% hi vivien nens de menys de 18 anys, en un 52,2% hi vivien parelles casades, en un 12,2% dones solteres, i en un 31,2% no eren unitats familiars. En el 24,6% dels habitatges hi vivien persones soles el 10,6% de les quals corresponia a persones de 65 anys o més que vivien soles. El nombre mitjà de persones vivint en cada habitatge era de 2,54 i el nombre mitjà de persones que vivien en cada família era de 3,02.
Per edats la població es repartia de la següent manera: un 29,6% tenia menys de 18 anys, un 8,6% entre 18 i 24, un 30,6% entre 25 i 44, un 18,3% de 45 a 60 i un 13% 65 anys o més.
L'edat mediana era de 33 anys. Per cada 100 dones de 18 o més anys hi havia 88 homes.
La renda mediana per habitatge era de 33.701$ i la renda mediana per família de 41.481$. Els homes tenien una renda mediana de 31.940$ mentre que les dones 23.508$. La renda per capita de la població era de 16.286$. Aproximadament el 6,6% de les famílies i el 9,7% de la població estaven per davall del llindar de pobresa.

## Poblacions més properes
El següent diagrama mostra les poblacions més properes.